# Roberto Moreno Salazar
Roberto Moreno Salazar (Colón, 3 aprile 1970) è un arbitro di calcio panamense.

## Carriera
Arbitro CONCACAF e FIFA sin dal 1º gennaio 1996, Roberto Moreno vanta una lunga esperienza internazionale.
Ha diretto, a partire dagli inizi degli anni 2000, numerose partite dell'allora CONCACAF Champions' Cup (l'attuale CONCACAF Champions League). In questo torneo, ad oggi la sua direzione più importante è la finale dell'edizione 2011, disputatasi nell'occasione tra i messicani del Monterrey, e gli statunitensi del Real Salt Lake. Nel 2007 e nel 2008 dirige per la seconda volta una semifinale.
Ha diretto tre partite di qualificazione ai mondiali 2006 e ben nove a quelli del 2010. Sempre a livello di nazionali, ha diretto in cinque edizioni della Gold Cup (nel 2003, 2005, 2007, 2009 e 2011). Anche in questa competizione ha raggiunto, come risultato massimo, la direzione di una semifinale, per la prima volta nel 2007, e nell'occasione tra Guadalupa e Messico.
Nel 2008 è stato selezionato dalla FIFA come esponente CONCACAF al torneo di calcio maschile dei Giochi olimpici di Pechino del 2008. Qui ha diretto una sola partita della fase a gironi, tra Serbia e Costa d'Avorio.
Il suo nome figurava in una lista di 54 preselezionati dalla FIFA per i mondiali del 2010, ma è stato scartato in un taglio successivo.
Nel dicembre 2010 è selezionato per la Coppa del Mondo per club FIFA, dove gli viene assegnata una delle due semifinali.
Nell'aprile 2012 viene inserito dalla FIFA in una lista di 52 arbitri preselezionati per i Mondiali 2014.
Nel giugno del 2013 è selezionato dalla FIFA per prendere parte ai Mondiali Under 20 in Turchia. Nella circostanza, viene impiegato per una partita della fase a gironi e successivamente per un ottavo di finale.
Il 15 gennaio 2014 viene selezionato ufficialmente per i Mondiali 2014 in Brasile ma esclusivamente con funzioni di quarto ufficiale.
Il 7 luglio 2014 termina la sua esperienza in Brasile, essendo tra gli arbitri mandati a casa a seguito del taglio effettuato dopo i quarti di finale e prima delle ultime quattro gare.
Subito dopo la fine dell'avventura mondiale, decide di terminare anche la sua carriera arbitrale.